# 康東邨
康東邨（英語：Hong Tung Estate）是香港其中一個公共屋邨，位於香港島東區西灣河鯉景道56號，前身為東區走廊北面的填海地，鄰近鯉景灣及太古城翠湖台，於1998年落成。屋邨由關善明建築師事務所按房屋署的標準規格設計。
現時由創毅物業服務顧問有限公司負責屋邨管理。

## 屋邨資料
屋邨只有一座樓宇、名為康瑞樓。樓宇是以小單位大廈設計，呈苑落式圍合佈局及隔聲鰭、以阻隔來自東區走廊的噪音。提供約500個單位，主要為小型單位及長者住屋單位，亦有小量家庭式單位。另外，此邨翻新後外牆顏色跟隔壁的香港電影資料館及港島東體育館用色一致，使整個社區的視覺效果更加和諧協調。
此屋邨有別其它公共屋邨，參考一般私人屋苑，入口採用香港常見封閉式物業管理設計（即入口均安裝鐵門，輸入密碼成功後方可進入），惟原因不明。
屋邨地下為基督教女青年會營運的明儒松柏社區服務中心。

### 樓宇
| 樓宇名稱（座號） | 樓宇類型     | 落成年份   | 層數 | 每層伙數                 | 每座單位數目（伙） | 建築師                     | 承建商   | 提供升降機的廠商 |
| ---------------- | ------------ | ---------- | ---- | ------------------------ | ------------------ | -------------------------- | -------- | ---------------- |
| 康瑞樓           | 小型單位大廈 | 1998年12月 | 17   | 37（5-17樓） 45（1-4樓） | 661                | 關善明建築師事務所有限公司 | 五洋建設 | 三菱電機         |

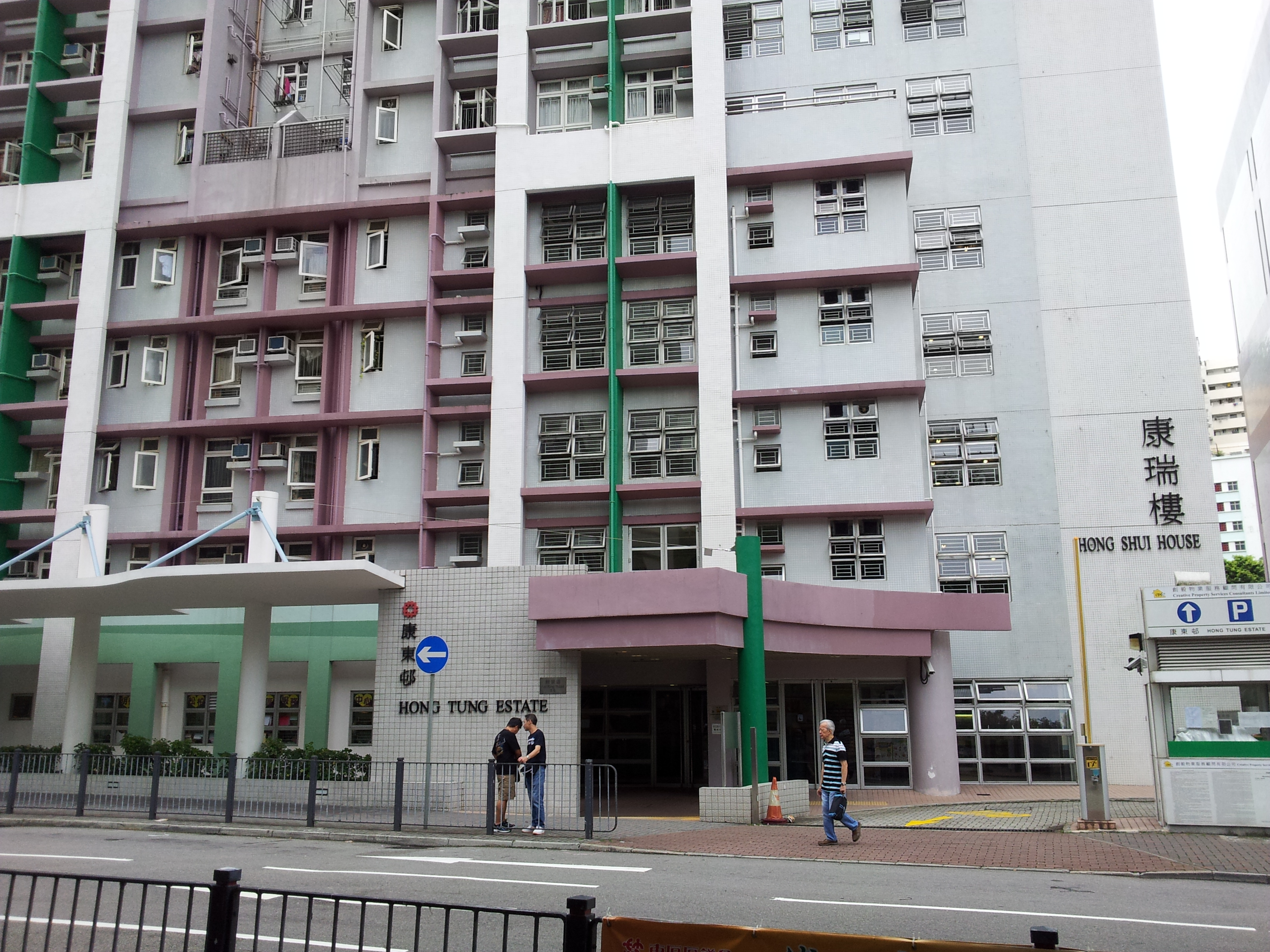
康東邨為單幢樓宇「康瑞樓」組成的屋邨

## 鄰近建築
- 港島東體育館
- 香港電影資料館
- 韓國國際學校
- 鯉景灣